# スター総登場!
『スター総登場!』（スターそうとうじょう）は、1972年10月6日から1973年3月30日までTBS系列20局で放送されていたTBS製作のバラエティ番組である。正式名称は『テレビリクエストスタジオ スター総登場』。タイガー魔法瓶工業（現・タイガー魔法瓶）の一社提供。放送時間は毎週金曜 19:30 - 20:00 （日本標準時）。

## 概要
芸能界・スポーツ界それぞれのスターたちをゲストに招いて行われていた番組。番組は毎回さまざまな芸能情報を伝えるとともに、視聴者からの曲のリクエストなどにも応えていた。スターがファンの職場や家庭を訪問するコーナーもあった。

## 出演者
- 水前寺清子
- 山田太郎
- 大石吾朗
- 中山恵美子

## スタッフ
- 構成：左右田稔[1]
- 音楽：長洲忠彦[1]
- 演出：大場昂一[1]
- プロデューサー：田中敦[1]
- 制作：TBS